# Sous la peau
Production
Diffusion
Sous la peau est une mini-série policière franco-belge en trois parties de 52 minutes réalisée par Didier Le Pêcheur sur un scénario de Sylvie Audcoeur et Anna Fregonese et diffusée pour la première fois en Belgique le 1er novembre 2018 sur La Une, en Suisse, le 23 janvier 2019 sur RTS Un et en France le 12 mars 2019 sur France 3.
La mini-série est une coproduction de Storia Télévision, France Télévisions, Be-Films et la RTBF (télévision belge), avec la participation de la RTS et le soutien de la région Auvergne-Rhône-Alpes et du Centre national du cinéma et de l'image animée.

## Synopsis
La commandante Marion Kovic apprend qu'elle souffre d'un cancer du sein et commence une radiothérapie au moment où elle doit prendre en charge une enquête sur la mort d'une étudiante poignardée. Julien Vidal fait équipe avec elle mais elle lui cache sa maladie, tout comme elle la cache à sa famille.

## Fiche technique[2]
- Réalisation : Didier Le Pêcheur[1]
- Scénario : Sylvie Audcoeur et Anna Fregonese
- Producteur délégué : Thomas Anargyros
- Production : Nicolas de Saint Meleuc
- Producteur exécutif : Frédéric Bruneel
- Musique : Jean-Pierre Taïeb
- Chansons : Alone in love et Like no one chantées par Elia
- Sociétés de production : Storia Télévision, France Télévisions, Be-Films et la RTBF (télévision belge)[1]
- Directeurs de production : Martin Du Guerny et Cédric Eyssautier
- Pays d'origine : France,  Belgique
- Langue originale : français
- Genre : policier
- Durée : 3 × 52 minutes
- Dates de diffusion : 
  -  Belgique : 1er novembre 2018 sur La Une
  -  Suisse : 23 janvier 2019 sur RTS Un
  -  France : 12 mars 2019 sur France 3

## Distribution
Sauf indication contraire, les informations mentionnées dans cette section peuvent être confirmées par la base de données cinématographiques IMDb,  présente dans la section « Liens externes ».
- Anne Marivin : Marion Kovic
- Nicolas Gob : Julien Vidal
- Benjamin Bellecour : Stéphane, mari de Marion
- Karina Beuthe Orr : Lydia
- Bruno Lochet : Yvan
- Marc Bodnar : Ludovic, patient en radiothérapie
- Mohamed Brikat : Mourad
- Sandra Parfait : Natou
- Sylvie Audcoeur : Pratt
- Marc Wilhelm : Brabant
- Manon Valentin : Axelle
- Octave Tiphaine-Oriot : Clément
- Alexandra Bialy : Julie Hermant
- Aline Chetail : Nadége
- Véronique Frumy : Edith Ziegler
- Cécile Rittweger : Séverine Tellier
- Julie Seebacher : La Banquiére
- Véronique Kapoyan : Radiothérapeute
- Luàna Bajrami : Léa Bourdouin
- Jeanne Guittet : Camille

## Tournage
La mini-série a été tournée à Lyon et ses environs du 12 décembre 2017 au 1er février 2018.
Contrairement à ce que lui proposait le réalisateur, Anne Marivin n'a pas souhaité être doublée pour les scènes où l'on montre sa poitrine.

## Thème
Outre l'intrigue policière, la série aborde le thème du déni et, surtout, du tabou face au cancer. Le personnage principal le cache pour « protéger » ses proches et pour ne pas paraître affaibli face à ses collègues de travail. Un secret qui complique l'enquête. Anne Marivin voit une « analogie entre ce cancer, qui est sous la peau et qui est un énorme tueur, et elle-même qui enquête sur une série de meurtres ». Elle estime que la série est un témoignage. Elle conclut son interview dans Télé Z en indiquant : « Ce qui est pas mal, c’est d’arrêter de voir des malades comme des victimes. »

## Réception critique
Moustique qualifie la mini-série de « produit bien ficelé, de facture classique avec un twist scénaristique ». Dans un autre article, le même magazine juge qu'« Au-delà de l'esprit polar accompli de manière classique pour une fiction francophone, c'est surtout la thématique du cancer qui touche par son traitement sensible et original. Les scénaristes abordent de manière subtile un parcours de femme compliqué, dans lequel tout individu peut s'identifier lorsqu'il s'agit d'affronter le pire et de concilier métier, vie de famille et choix personnels. Anne Marivin exprime avec tact et réalisme ce genre de situation que l'on rencontre tous, de près ou de loin. »

## Audiences
Lors de sa diffusion sur France 3, le 12 mars 2019, la série a rassemblé 2,94 millions de téléspectateurs en France (12,4 % de part d'audience) pour le premier épisode, 2,92 millions (14,3 %) pour le deuxième épisode et enfin 2,59 millions (20,6 %) pour le dernier épisode.